# Năoiu, Cluj

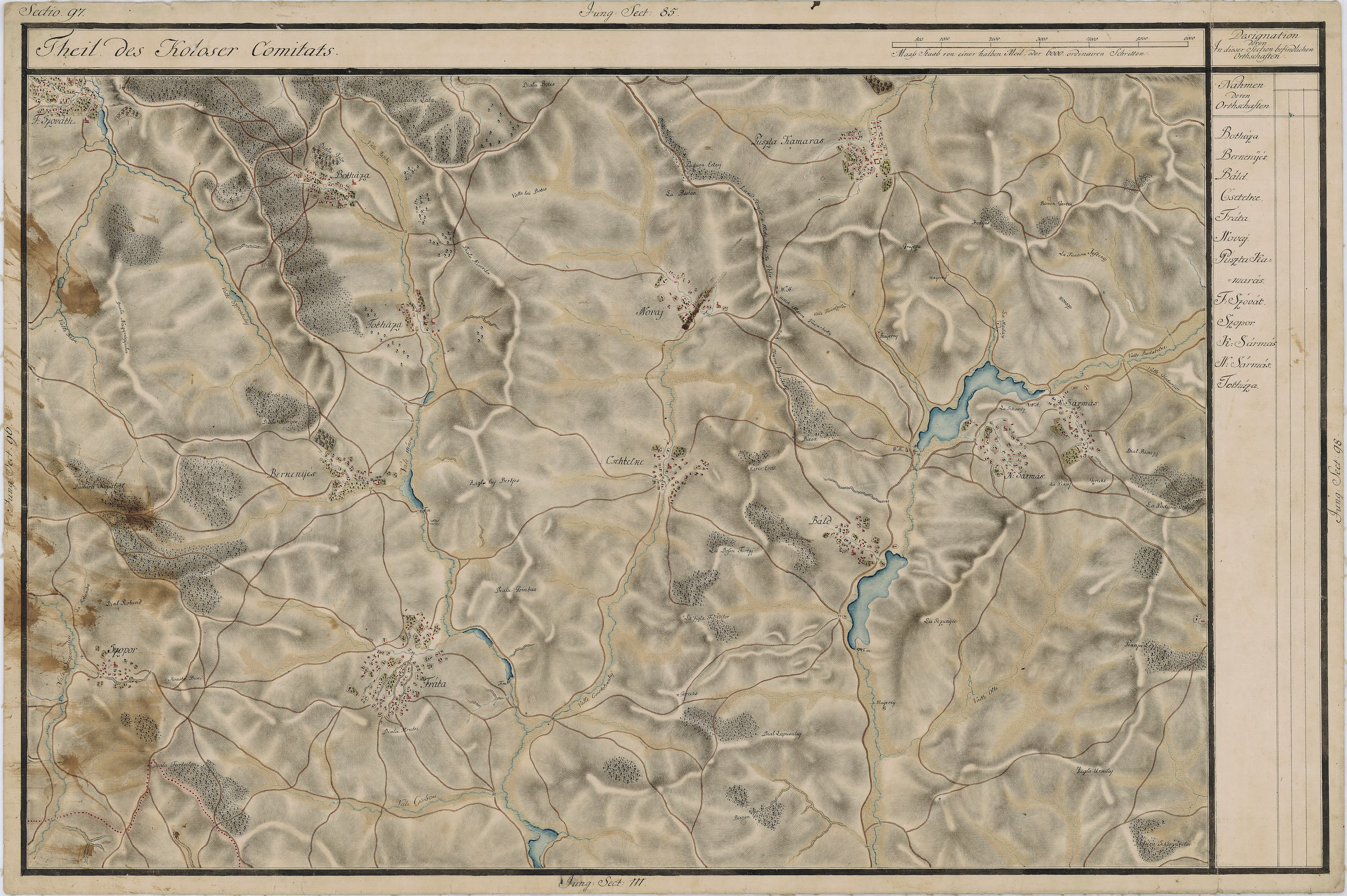
Năoiu pe Harta Iosefină a Transilvaniei, 1769-1773

Năoiu (în maghiară Novaj) este un sat în comuna Cămărașu din județul Cluj, Transilvania, România.

## Imagini

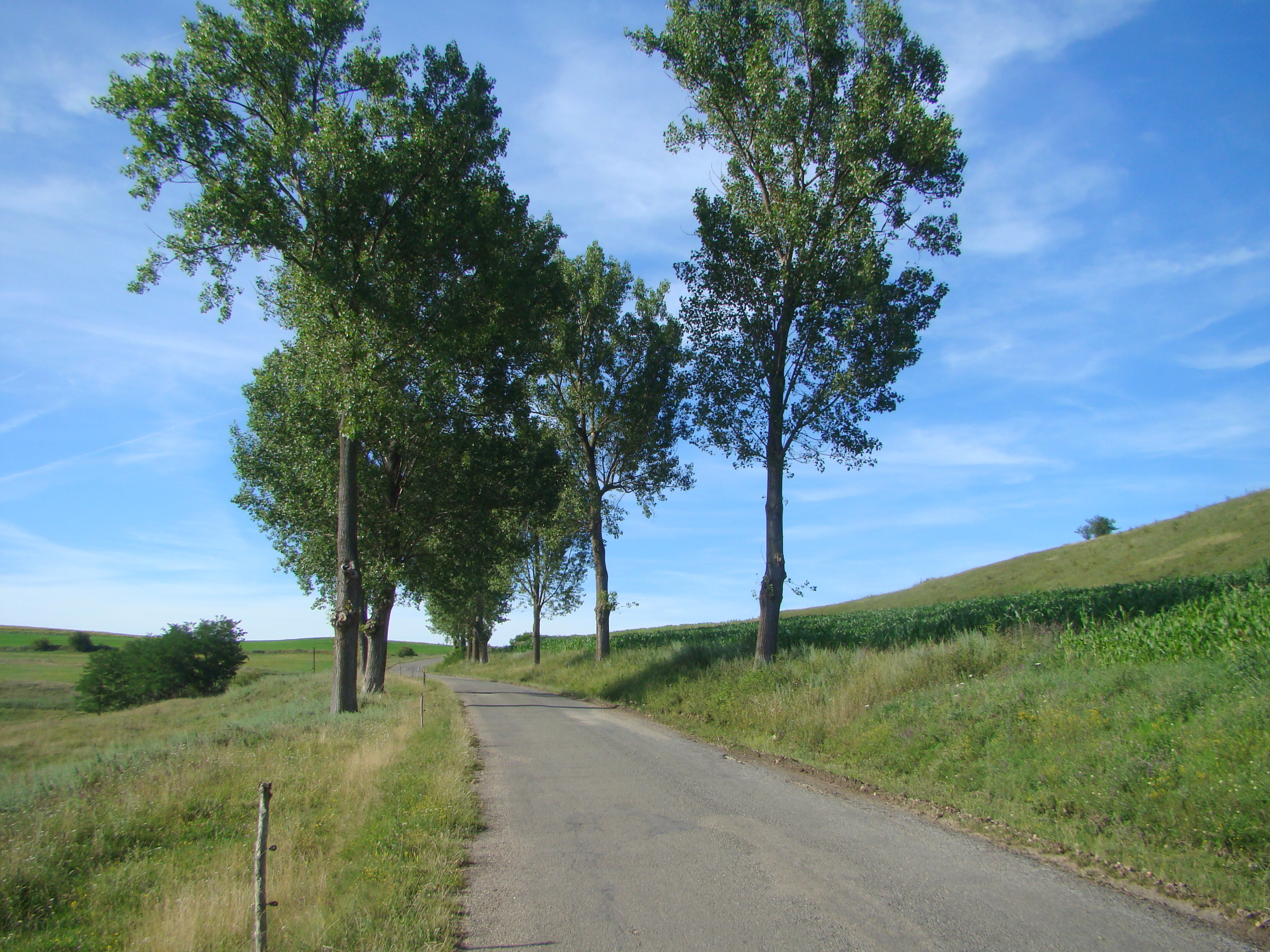
Drumul Cămărașu-Năoiu
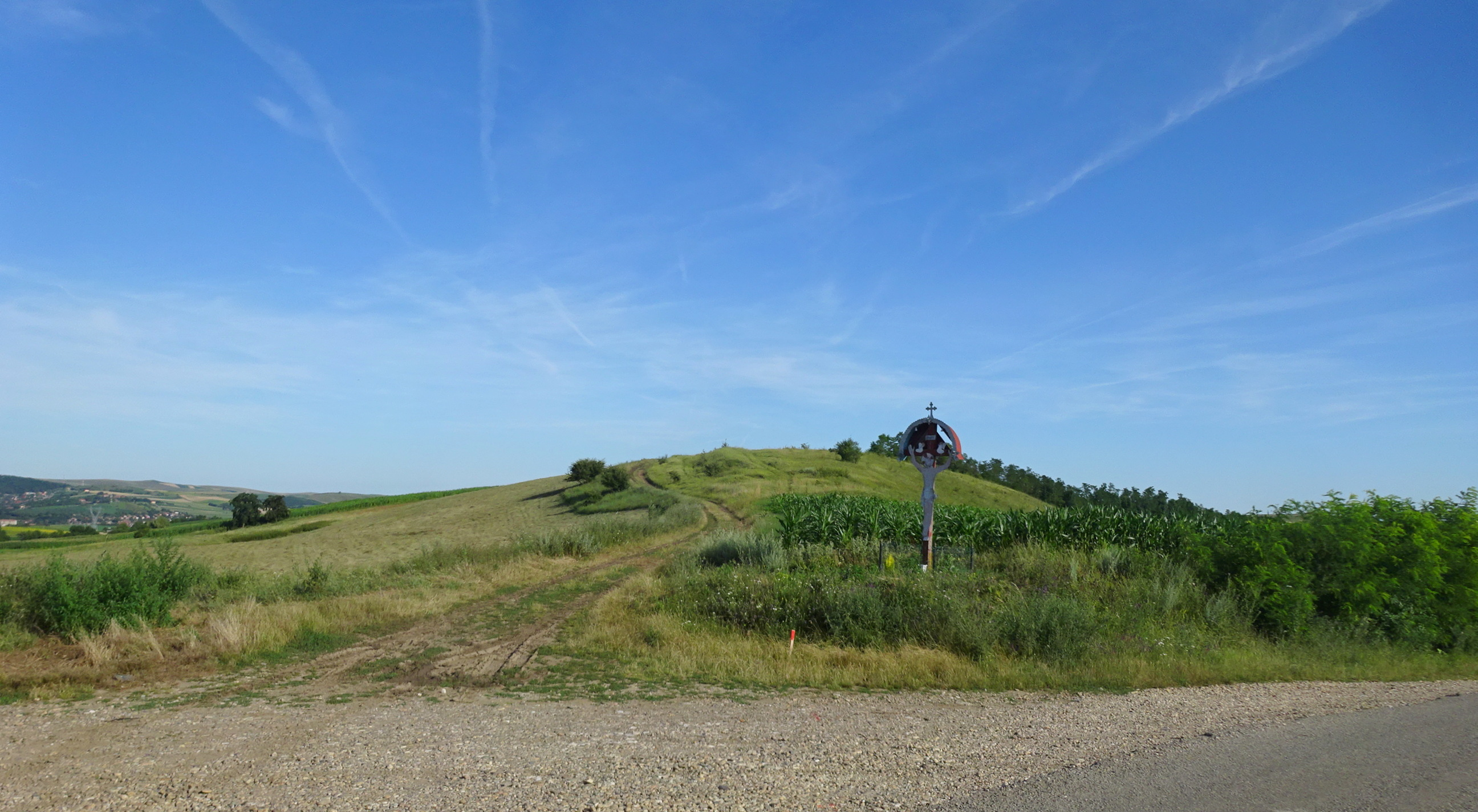
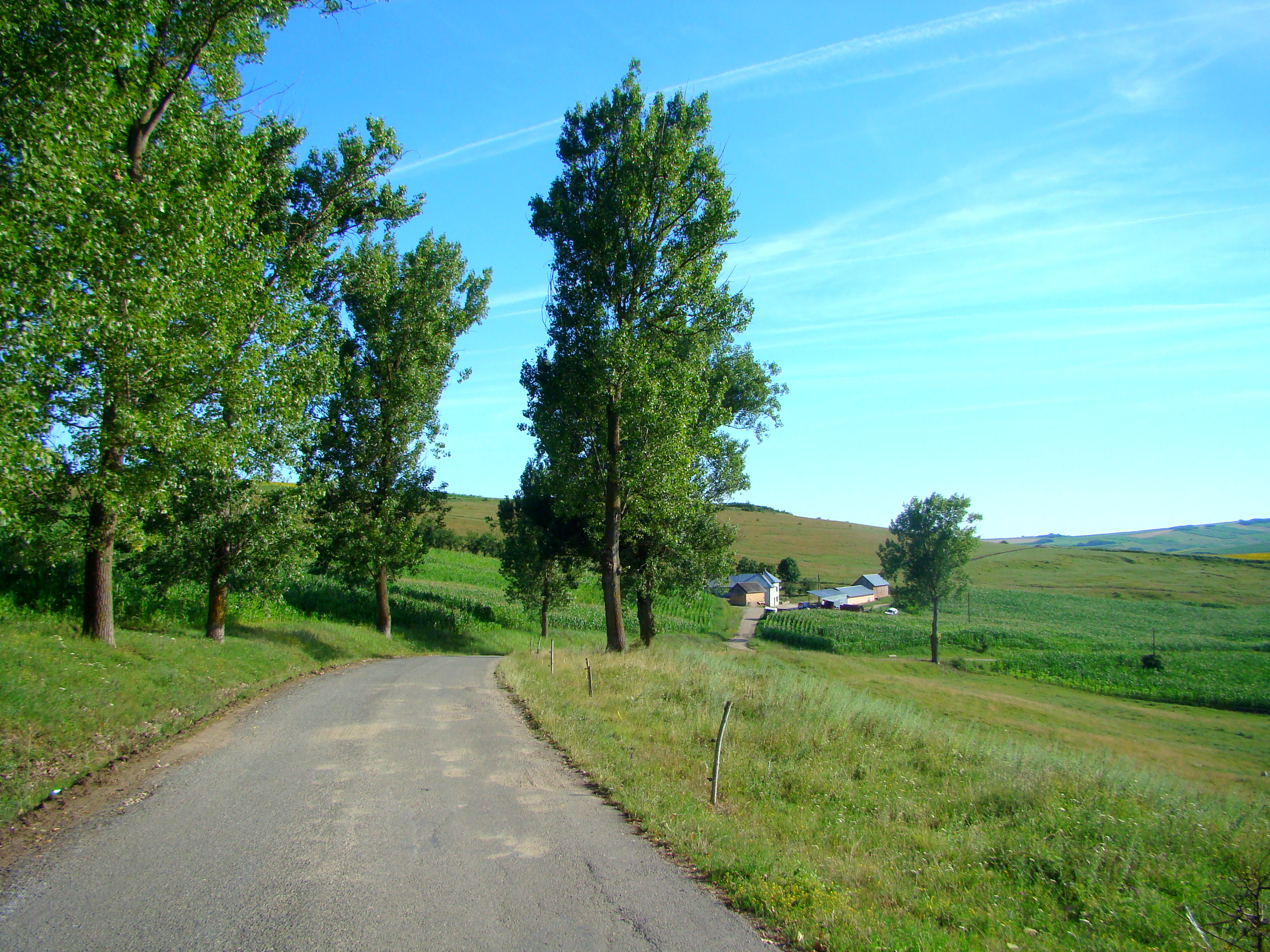
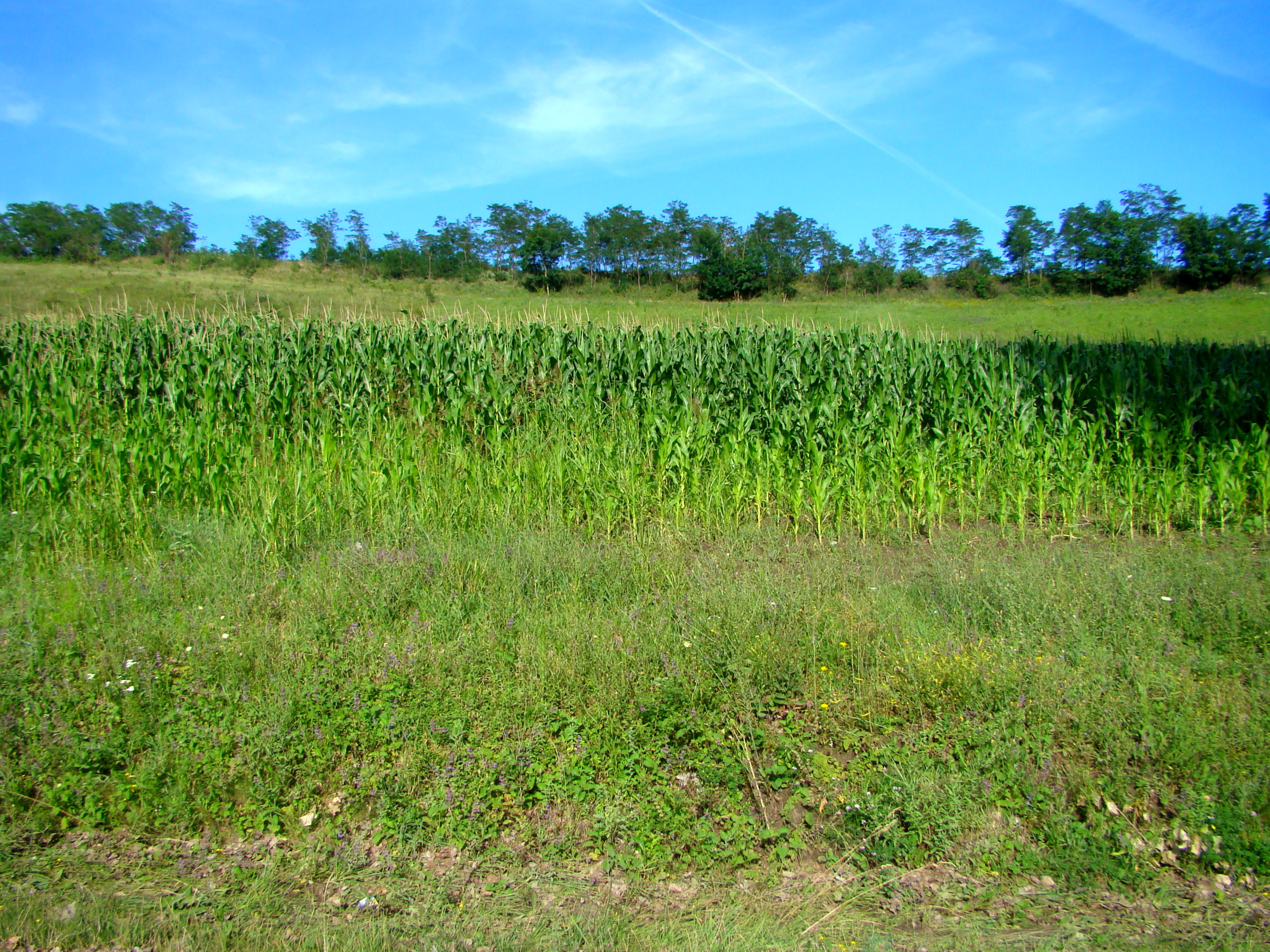
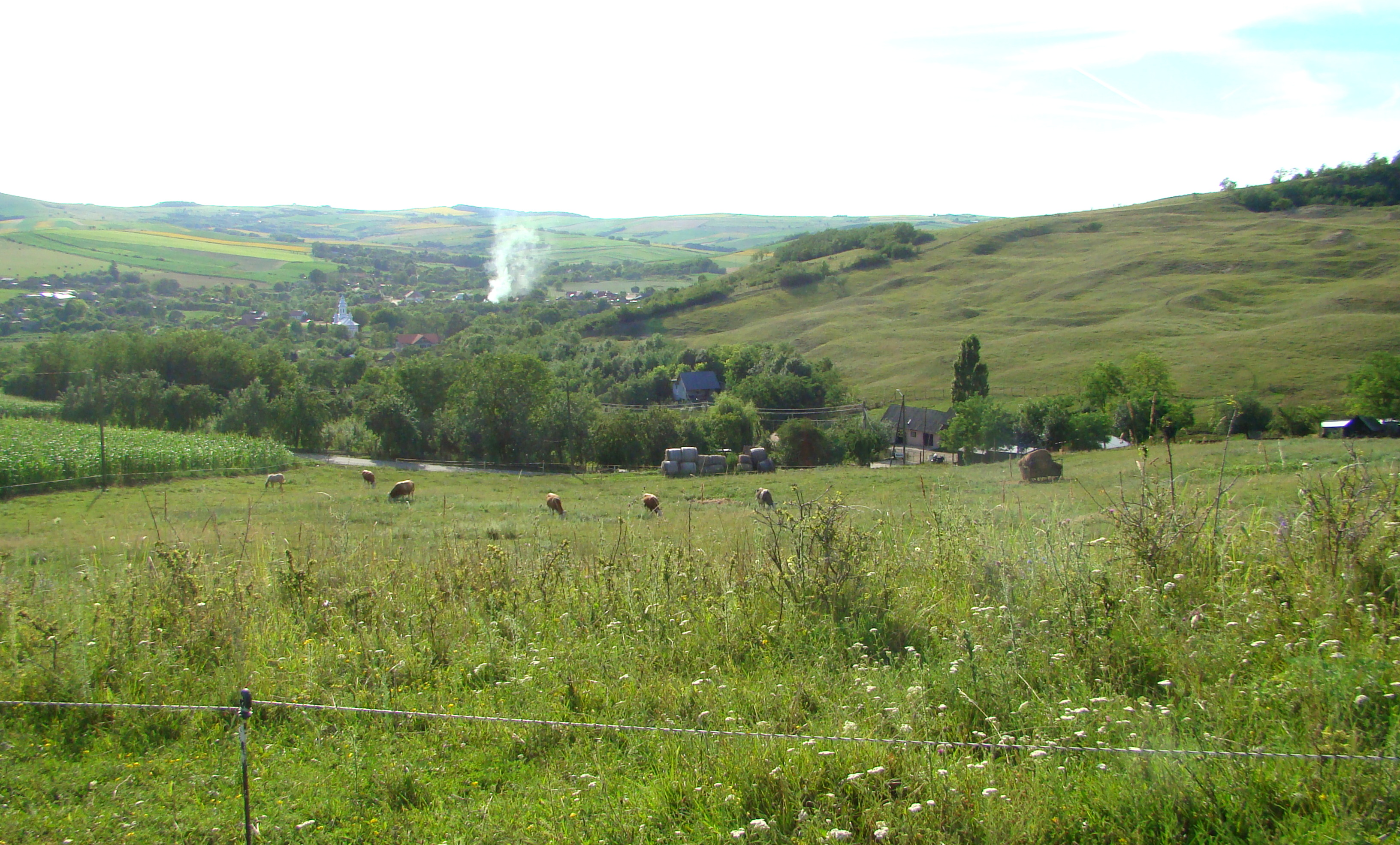
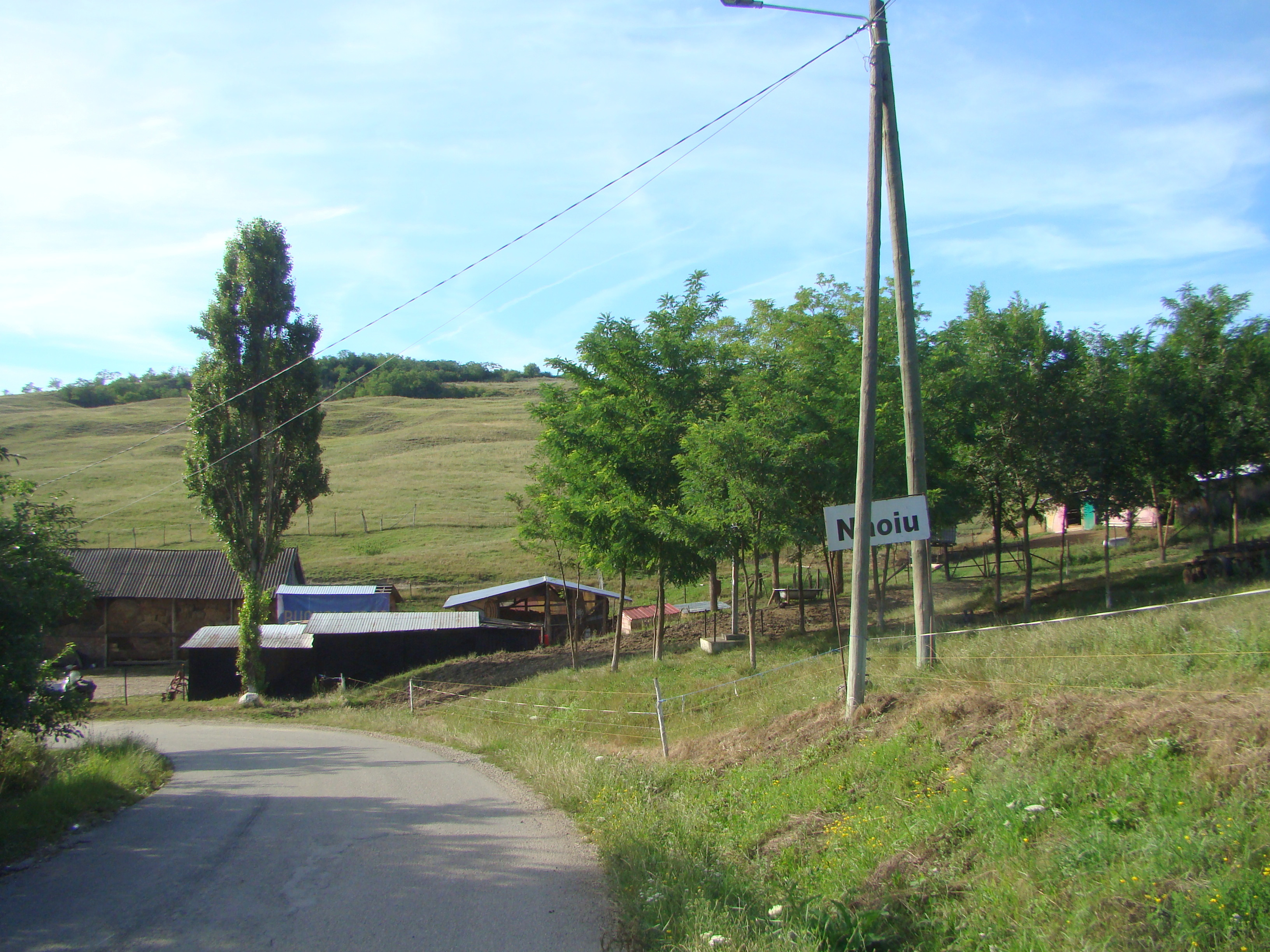
Intrarea în localitate
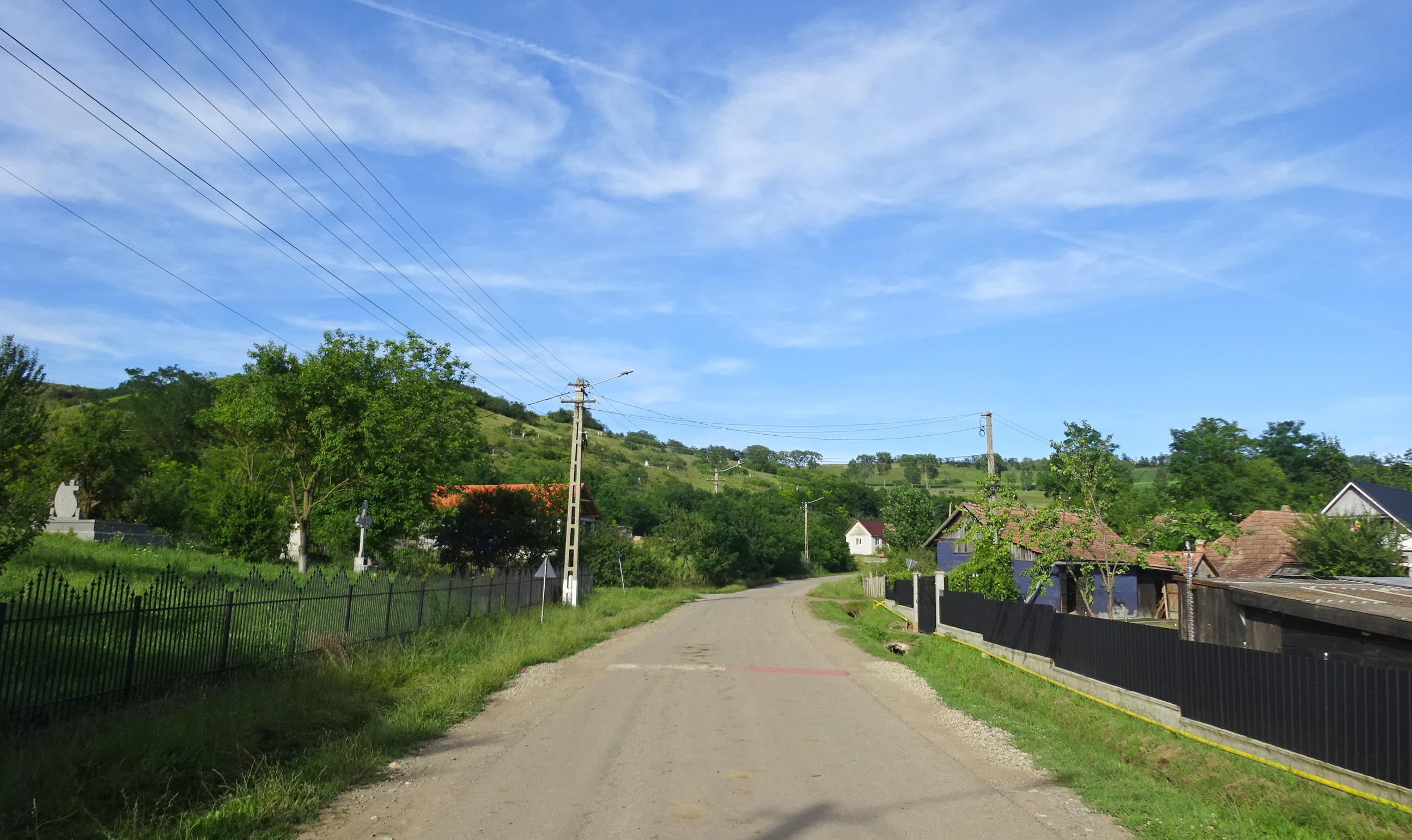
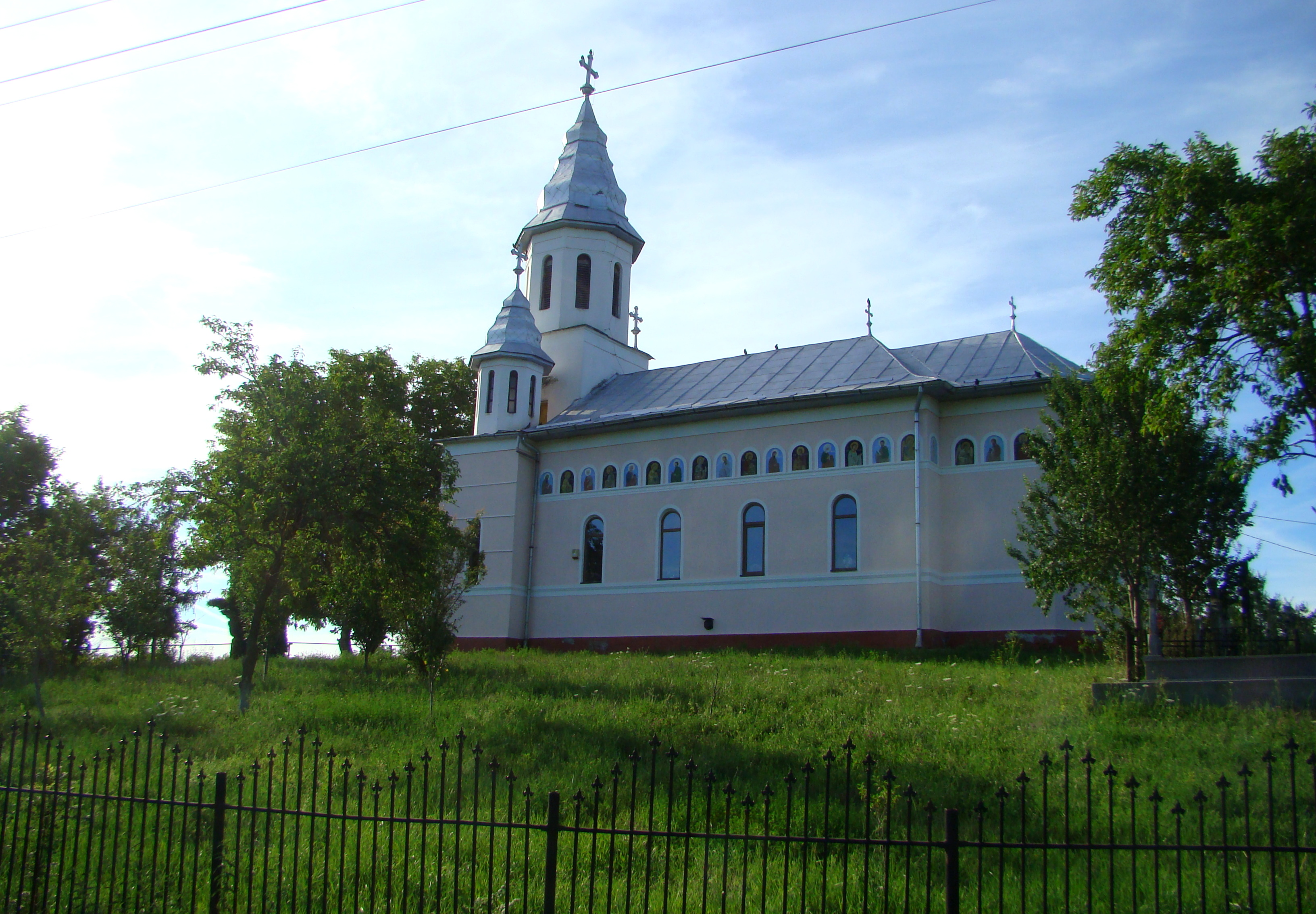
Biserica ortodoxă din Năoiu
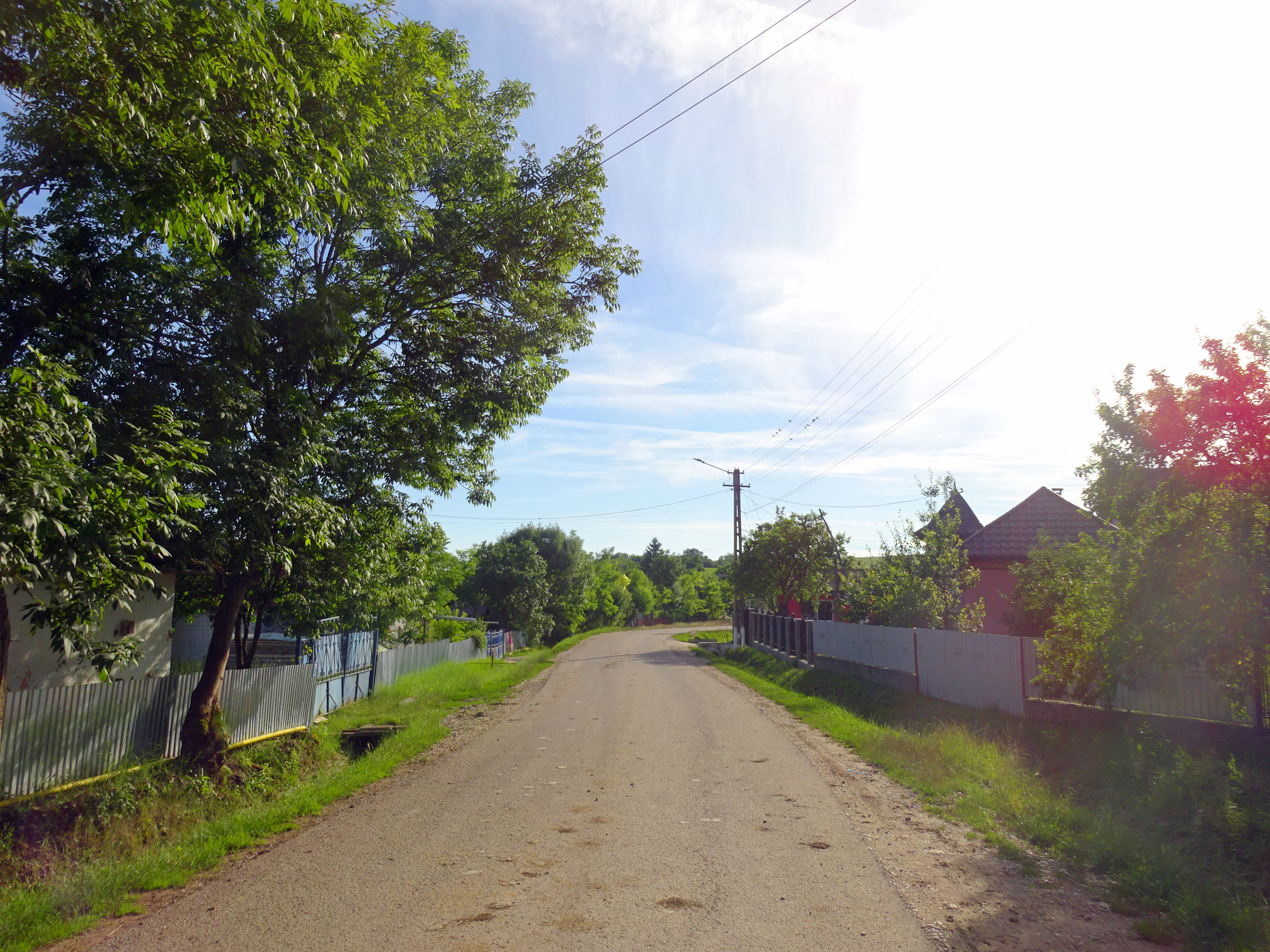
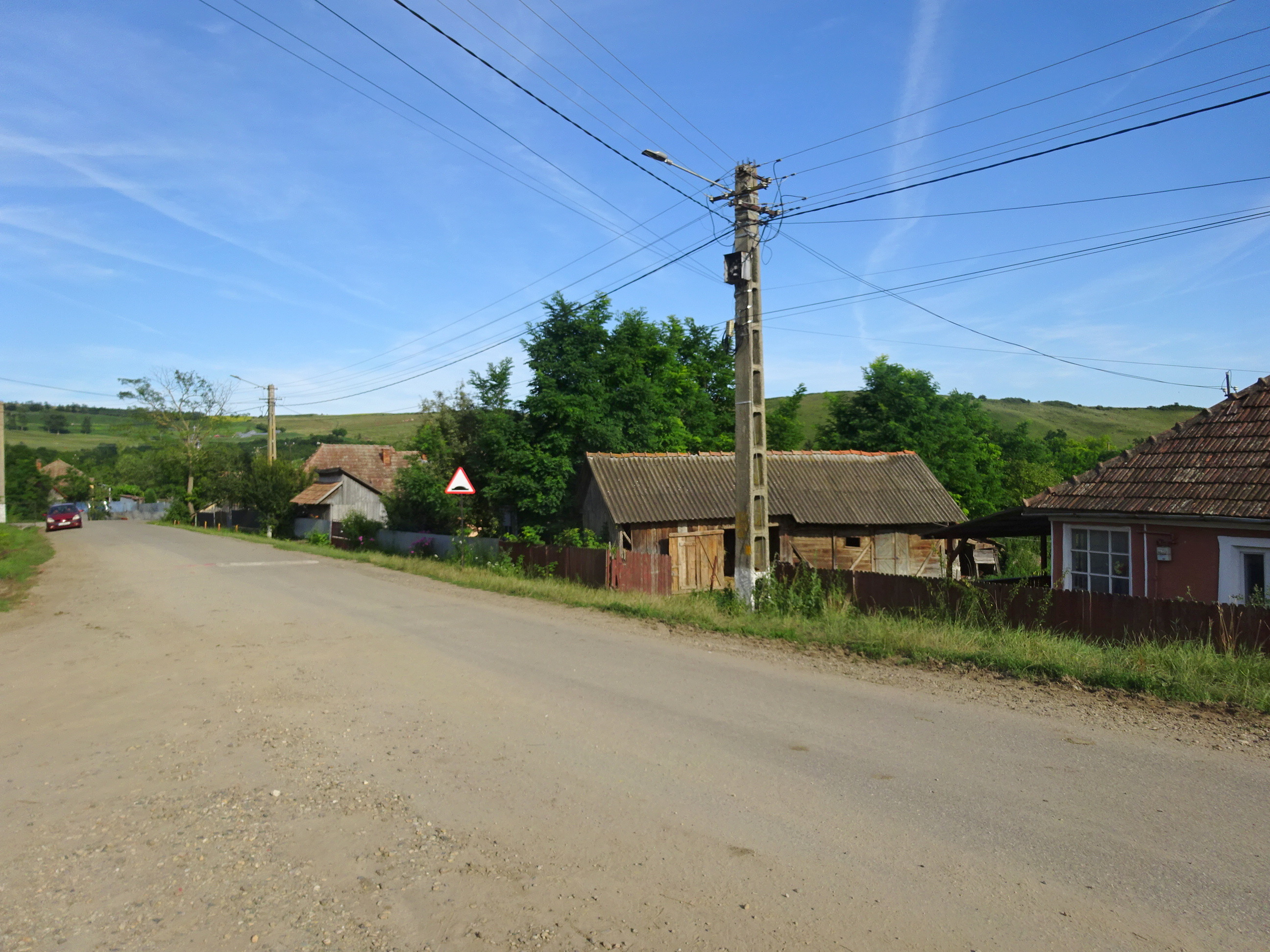
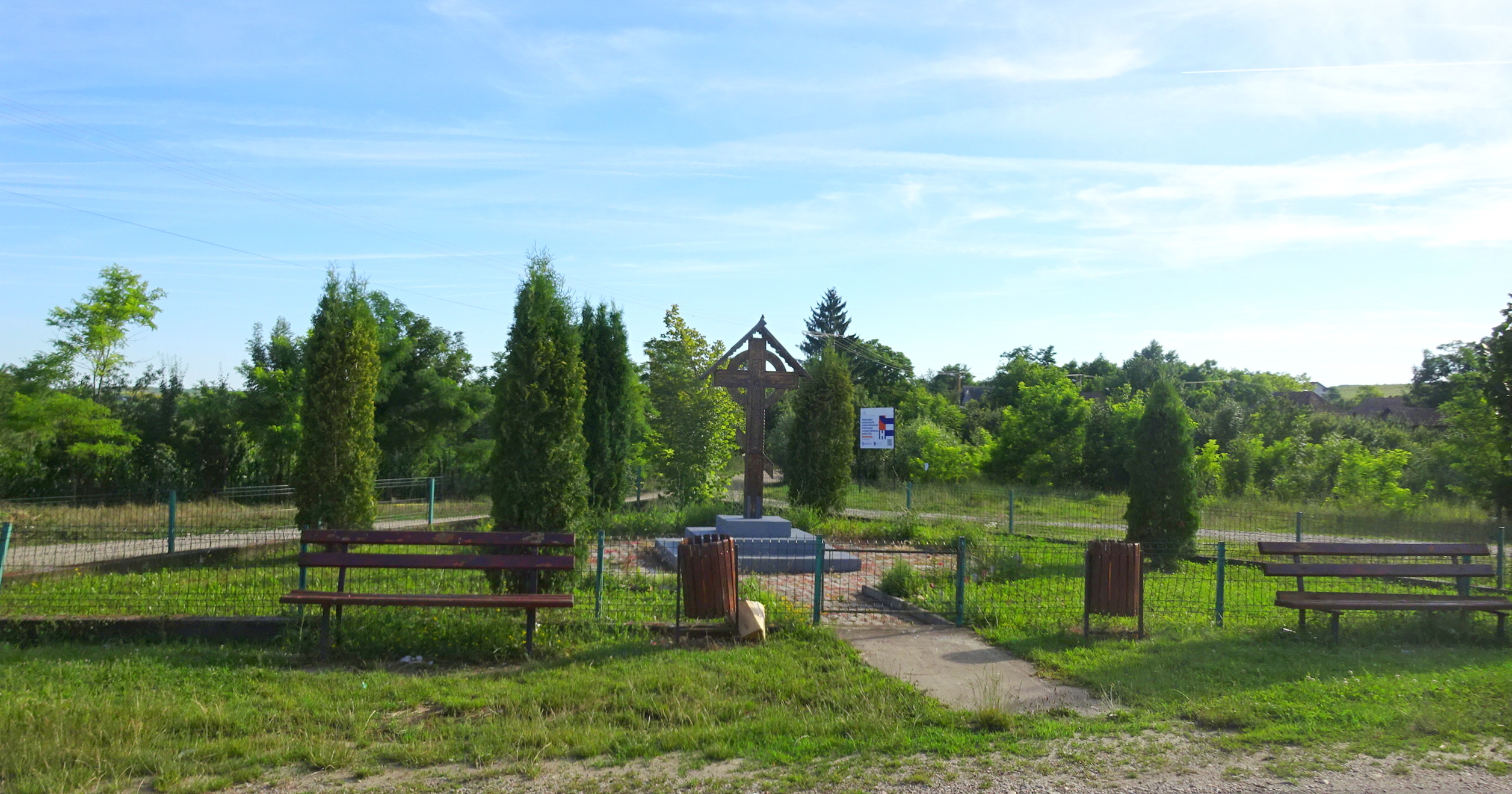
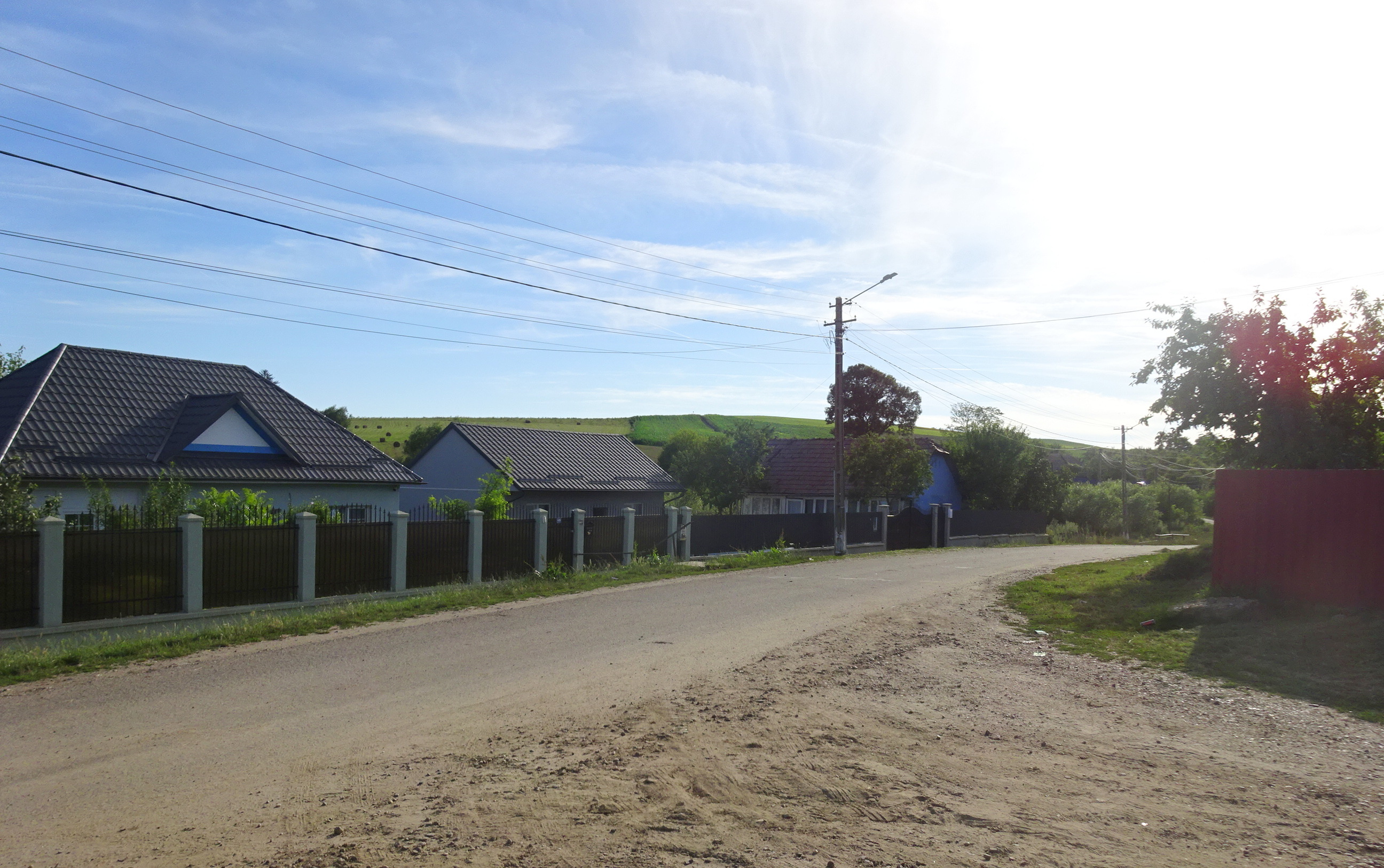
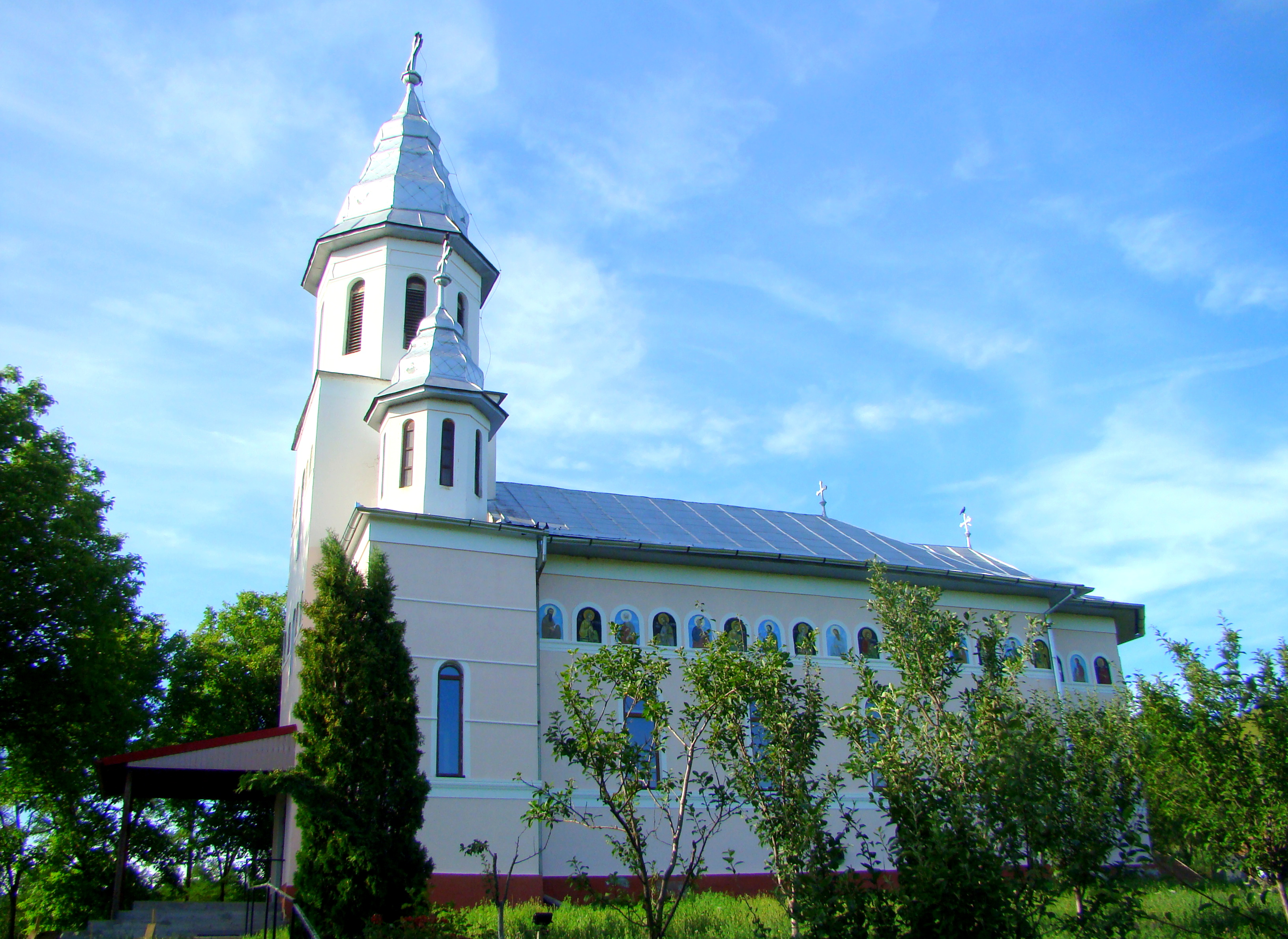
Biserica ortodoxă din Năoiu
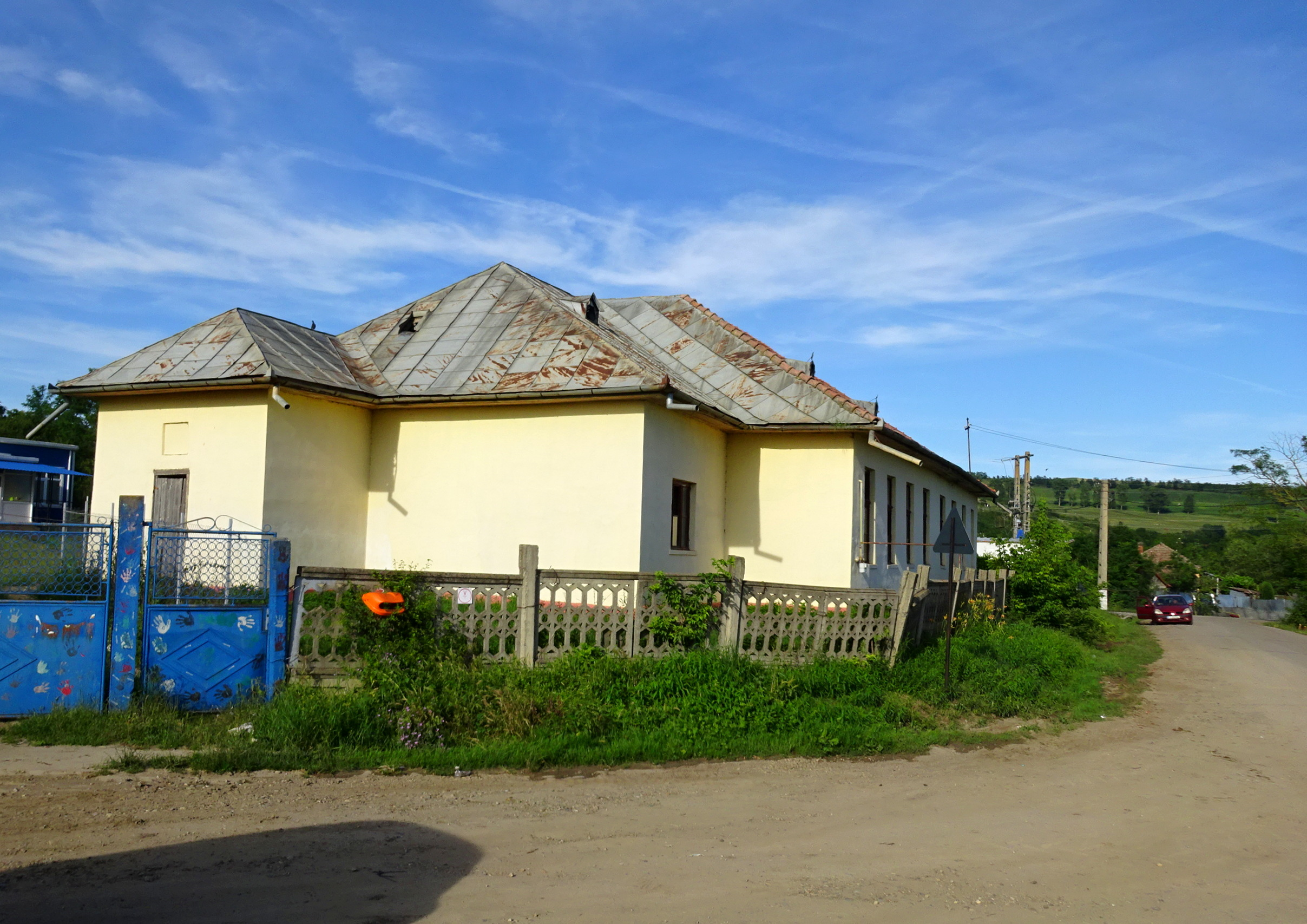
Școala
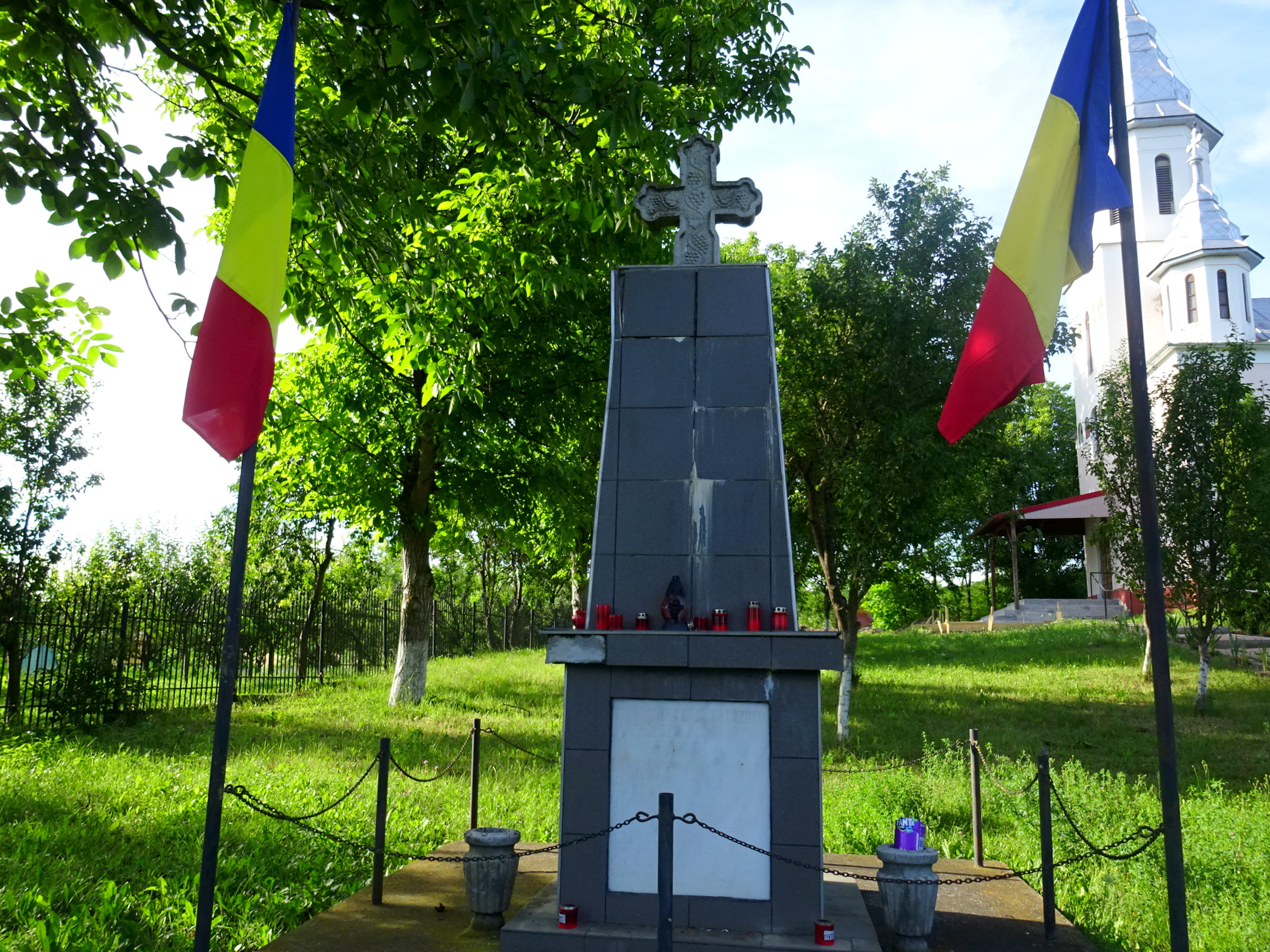
Monumentul Eroilor